# Gus Johnson
Gus Johnson jr. (Akron, 13 dicembre 1938 – Akron, 29 aprile 1987) è stato un cestista e allenatore di pallacanestro statunitense, professionista nella NBA e nella ABA.

## Carriera
Venne selezionato dai Baltimore Bullets al secondo giro del Draft NBA 1963 (10ª scelta assoluta).

## Statistiche
| † | Denota una stagione in cui ha vinto il titolo ABA |

### NBA-ABA

#### Regular Season
| Anno       | Squadra              | PG  | PT | MP   | TC%  | 3P%  | TL%  | RP   | AP  | PRP | SP | PP   |
| ---------- | -------------------- | --- | -- | ---- | ---- | ---- | ---- | ---- | --- | --- | -- | ---- |
| 1963-1964  | Baltimore Bullets    | 78  | -  | 36,5 | 43,0 | -    | 65,8 | 13,6 | 2,2 | -   | -  | 17,3 |
| 1964-1965  | Baltimore Bullets    | 76  | -  | 38,1 | 41,8 | -    | 67,6 | 13,0 | 3,6 | -   | -  | 18,6 |
| 1965-1966  | Baltimore Bullets    | 41  | -  | 31,3 | 41,3 | -    | 73,6 | 13,3 | 2,8 | -   | -  | 16,5 |
| 1966-1967  | Baltimore Bullets    | 73  | -  | 36,0 | 45,0 | -    | 70,8 | 11,7 | 2,7 | -   | -  | 20,7 |
| 1967-1968  | Baltimore Bullets    | 60  | -  | 37,9 | 46,7 | -    | 66,7 | 13,0 | 2,7 | -   | -  | 19,1 |
| 1968-1969  | Baltimore Bullets    | 49  | -  | 34,1 | 45,9 | -    | 71,7 | 11,6 | 2,0 | -   | -  | 17,9 |
| 1969-1970  | Baltimore Bullets    | 78  | -  | 37,4 | 45,1 | -    | 72,4 | 13,9 | 3,4 | -   | -  | 17,3 |
| 1970-1971  | Baltimore Bullets    | 66  | -  | 38,5 | 45,3 | -    | 73,8 | 17,1 | 2,9 | -   | -  | 18,2 |
| 1971-1972  | Baltimore Bullets    | 39  | -  | 17,1 | 38,3 | -    | 68,3 | 5,8  | 1,3 | -   | -  | 6,4  |
| 1972-1973  | Phoenix Suns (NBA)   | 21  | -  | 19,9 | 38,1 | -    | 69,4 | 6,5  | 1,5 | -   | -  | 7,8  |
| 1972-1973† | Indiana Pacers (ABA) | 50  | -  | 15,1 | 44,1 | 19,0 | 73,8 | 4,9  | 1,2 | -   | -  | 6,0  |
| Carriera   | Carriera             | 631 | -  | 33,1 | 44,0 | 19,0 | 70,0 | 12,1 | 2,5 | -   | -  | 16,2 |

#### Playoffs
| Anno     | Squadra                 | PG | PT | MP   | TC%  | 3P% | TL%  | RP   | AP  | PRP | SP | PP   |
| -------- | ----------------------- | -- | -- | ---- | ---- | --- | ---- | ---- | --- | --- | -- | ---- |
| 1965     | Baltimore Bullets       | 10 | -  | 37,7 | 35,8 | -   | 73,9 | 11,1 | 3,4 | -   | -  | 15,8 |
| 1966     | Baltimore Bullets       | 1  | -  | 8,0  | 25,0 | -   | -    | 0,0  | 0,0 | -   | -  | 2,0  |
| 1970     | Baltimore Bullets       | 7  | -  | 42,6 | 45,9 | -   | 79,4 | 11,4 | 1,3 | -   | -  | 18,4 |
| 1971     | Baltimore Bullets       | 11 | -  | 33,2 | 42,2 | -   | 74,5 | 10,4 | 2,7 | -   | -  | 13,0 |
| 1972     | Baltimore Bullets (NBA) | 5  | -  | 15,4 | 30,0 | -   | 100  | 5,0  | 0,6 | -   | -  | 4,0  |
| 1973†    | Indiana Pacers (ABA)    | 17 | -  | 10,8 | 25,4 | 0,0 | 75,0 | 4,1  | 0,9 | -   | -  | 2,5  |
| Carriera | Carriera                | 51 | -  | 25,7 | 38,0 | 0,0 | 75,9 | 7,8  | 1,8 | -   | -  | 9,7  |

## Palmarès
- Campionato ABA: 1

Indiana Pacers: 1973
- NBA All-Rookie First Team (1964)
- All-NBA Team: 4

Second Team: 1965, 1966, 1970, 1971
- NBA All-Defensive Team: 2

First Team: 1970, 1971
- NBA All-Star Game: 5

1965, 1968, 1969, 1970, 1971
- Inserito nella Naismith Memorial Basketball Hall of Fame nel 2010